# Fives (métro de Lille)
Pour l’article homonyme, voir Fives (homonymie).
Fives est une station de métro française de la ligne 1 du métro de Lille. Située à Lille, elle dessert le quartier éponyme. Elle est mise en service le 25 avril 1983.

## Situation
La station est située à l'intersection de la rue Pierre-Legrand et de la rue de Lannoy, les deux rues principales du quartier de Fives.
Elle est située sur la ligne 1 entre les stations Marbrerie et Madeleine Caulier à Lille.

## Histoire
Elle est inaugurée le jour du passage de François Mitterrand, le 25 avril 1983.
Des travaux sont mis en place en 2015 pour le prolongement des quais. Ses quais vont être allongés pour atteindre 52 mètres afin d'accueillir des rames de quatre voitures et ces travaux devraient s'achever en 2024-2025.

## Service aux voyageurs

### Accueil et accès
La station est entièrement souterraine et comporte plusieurs entrées et sorties, un ascenseur en surface et trois niveaux : 
- niveau -1 : vente et compostage des tickets.
- niveau -2 : niveau intermédiaire permettant de choisir la direction de son trajet.
- niveau -3 : voies centrales et quais opposés.

### Intermodalité
Une station V'Lille ainsi qu'une station d'autopartage Citiz sont situées à proximité de la station.
La station est desservie par les lignes 13 et 52 du réseau Ilévia. En dehors des heures de fonctionnement du métro, la station est desservie par la ligne de nuit N1.

## L'art dans la station
La station comporte plusieurs décorations, dont les fresques Le Cri et Graffitis de Michel Degand.

## À proximité
- Mairie de quartier de Fives
- La Poste
- Centre d'incendie et de secours de Lille Bouvines
- L’Alliance Française de Lille Métropole